# جلال‌پور، اوتار پرادش
جلال‌پور، اوتار پرادش (به انگلیسی: Jalalpur) یک منطقهٔ مسکونی در هند است که در Ambedkar Nagar district واقع شده‌است.

## خصوصیات
جلال‌پور  ۲۹٬۶۳۴ نفر جمعیت دارد و ۱۱۸ متر بالاتر از سطح دریا واقع شده‌است.